# Motovilci
Motovilci (mađarski: Mottolyád, prekomurski: Motovöuci) je naselje u slovenskoj Općini Grad. Motovilci se nalaze u pokrajini Prekmurju i statističkoj regiji Pomurju. 

## Stanovništvo
Prema popisu stanovništva iz 2002. godine naselje je imalo 294 stanovnika.